# Jennifer Lauretová
Jennifer Lauretová (* 1. ledna 1980 Toulouse) je francouzská herečka.

## Životopis
Jennifer Lauretová se objevila na televizní obrazovce již v raném věku šesti let v reklamě na Barbie v roce 1986, později v roce 1989 ve videoklipu Johnnyho Hallydaye (Si j'étais moi) a v seriálu Marc et Sophie, kde v letech 1988–1990 měla menší roli. Dále hrála v divadle ve hře Joe Egg.
Avšak až v roce 1991 začala její kariéra stoupat, a to když dostala roli Penelopy ve filmu Patricka Braouda Génial, mes parents divorcent. Poté už to šlo rychle a mladá Jennifer dostala nespočet televizních rolí, jmenovitě třeba seriály Une famille formidable, kde hrála roli Frédérique Beaumontové, či Julie Lescaut (role Sarah, starší dcera Julie Lescaut).
Přesto raději zůstávala stranou, spokojená se svými rolemi v seriálech a několika účinky v televizních filmech. Ve filmech se objevovala velmi málo, a to jen ve vedlejších rolích. Což mělo za následek, že zůstala relativně nepovšimnutá. V té době měla svatbu s hasičem Yannickem, kterému na prvního máje 1999 porodila dceru Carlu.
V roce 2006 se vrátila k hraní v nové řadě seriálu Une famille formidable (kde hrála tu samou postavu, kterou v tomto seriálu představovala už dříve), díky čemuž se opět dostala na televizní obrazovky, ale i na obálku časopisu d'Entrevue.

## Filmová knihovna

### Filmy
- Génial, mes parents divorcent (1991), režie Patrick Braoudé, postava : Pénélope
- Amour et confusions (1997), režie Patrick Braoudé : Zamilovaná dcera
- Une femme très très très amoureuse (1997), režie Ariel Zeitoun : Judith

### Televizní filmy
- 2 bis, rue de la Combine (1992)
- Cœur à prendre (1994) : Valérie Bouquet
- Passé sous silence (1994) : Cécile jeune
- Bonne fête papa (1997) : Marion
- La Fine équipe (1997) : Vanessa
- Une leçon particulière (1997) : Vanessa
- Robinson Crusoe (2003) : dvacetiletá Isabella
- Camping Paradis (2006): Ariane

### Seriály a fejetony
- Marc et Sophie (1988–1990) : domovníkova neteř
- Une famille formidable (1992–????) : Frédérique Beaumont
- Julie Lescaut (1992–2008) : Sarah
- La Rivière Espérance (1995) (fejeton) : třináctiletá Virginie
- Commissaire Moulin – epizoda Le petit fugitif (Malý uprchlík) (2006): Julie Jonquet